# 굼페르트 아폴로

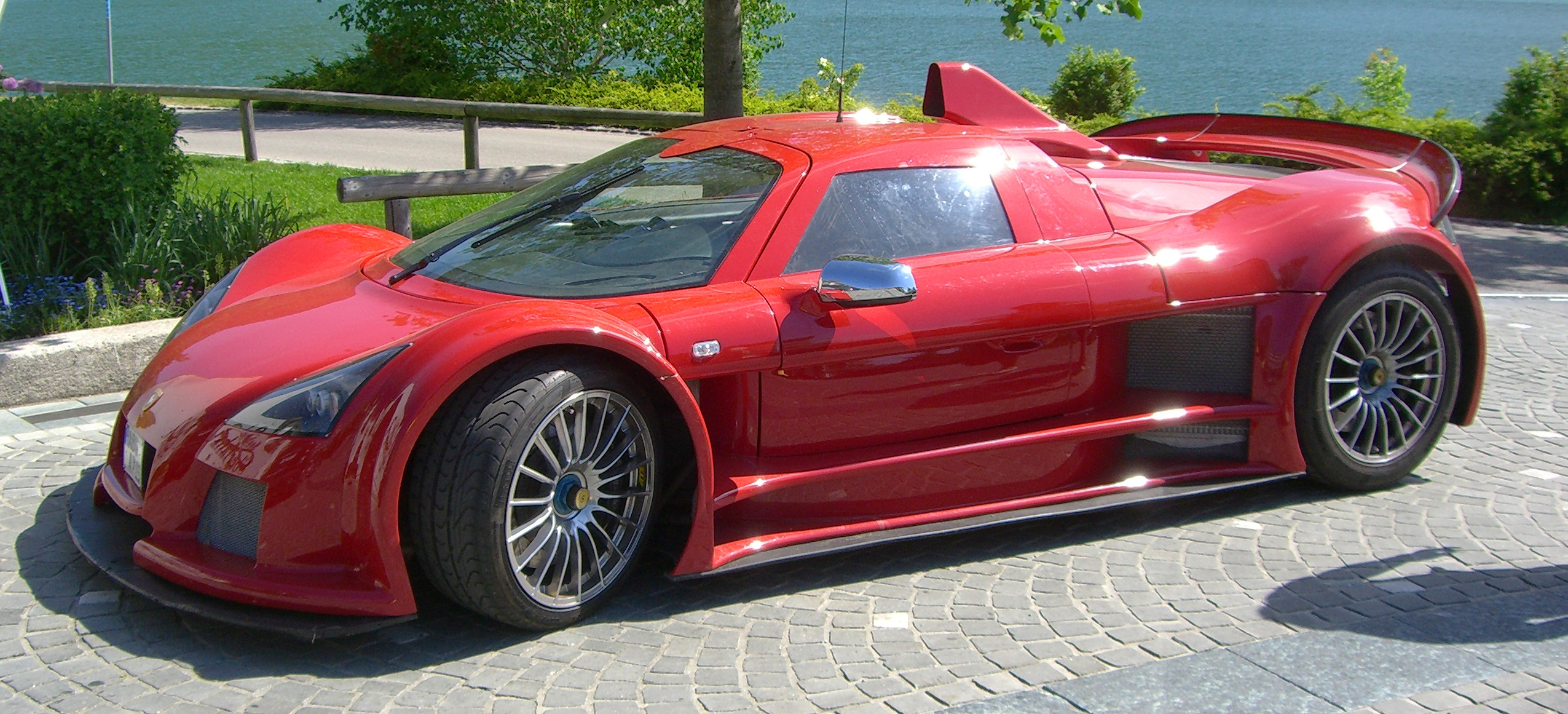
굼페르트 아폴로

굼페르트 아폴로(영어: Gumpert Apollo)는 2005년에 출시된 모델로 굼페르트 (현, 아폴로 오토모빌)에서 제작되었다. 엔진의 경우 V8형 엔진을 탑재했다. 변속기의 경우 7단 수동변속기로 차량 무게는 1,200kg이다. 2012년까지 차량이 생산되었고, 2013년 8월에 파산 신청과 동시에 단종되었다.